# Aega semicarinata
Aega semicarinata is een pissebed uit de familie Aegidae. De wetenschappelijke naam van de soort is voor het eerst geldig gepubliceerd in 1875 door Edward John Miers.